# Paint It Black
Paint It Black (originariamente pubblicata come Paint It, Black) è un singolo del gruppo musicale britannico The Rolling Stones pubblicato il 7 maggio 1966 negli Stati Uniti d'America. Nello stesso anno, la canzone compare come traccia d'apertura nella versione statunitense dell'album Aftermath. È accreditata al duo compositivo costituito da Mick Jagger e Keith Richards.
Il singolo raggiunse il primo posto in classifica sia nel Regno Unito sia negli Stati Uniti d'America. La canzone divenne il terzo numero 1 in classifica dei Rolling Stones in America, e il sesto in Gran Bretagna. Sin dalla sua uscita, il brano venne ritenuto di notevole pregio ed importanza quale primo successo da primo posto in classifica ad includere il suono del sitar, particolarmente in Gran Bretagna, dove entrò in classifica in altre due occasioni, ed è stato oggetto di numerose reinterpretazioni, e incluso in varie compilation e colonne sonore di film.

## Il brano
La canzone fu scritta da Mick Jagger, Keith Richards e Brian Jones che ha contribuito alla creazione del riff, ma è ufficialmente accreditata al solo binomio artistico Jagger/Richards. Nel suo libro, Bill Wyman definisce questa canzone come il risultato di uno sforzo collettivo di tutta la band nonostante sia normalmente accreditata alla sola accoppiata Jagger/Richards. Si tratta di un brano pop rock che unisce la semplicità di una grande melodia pop a un sound trascinante con influenze orientaleggianti.
Il singolo raggiunse la prima posizione nelle classifiche statunitensi per due settimane, britanniche, in Canada ed in Olanda per quattro settimane e la seconda in Germania, Austria e Norvegia nel 1966. 
Nel 1990 ritorna in prima posizione in Olanda per cinque settimane. Nel 2004, la canzone ha guadagnato la posizione numero 174 nella lista delle migliori 500 canzoni di sempre redatta dalla rivista Rolling Stone.
Nella prima edizione del singolo, il titolo della canzone era indicato come Paint It, Black, una variante che è stata successivamente soppressa, ma che rimane ancora di uso comune. Secondo Keith Richards, la virgola nel titolo era stata scorrettamente aggiunta dalla casa discografica dando al brano un connotato razzista non voluto.

### Storia e composizione

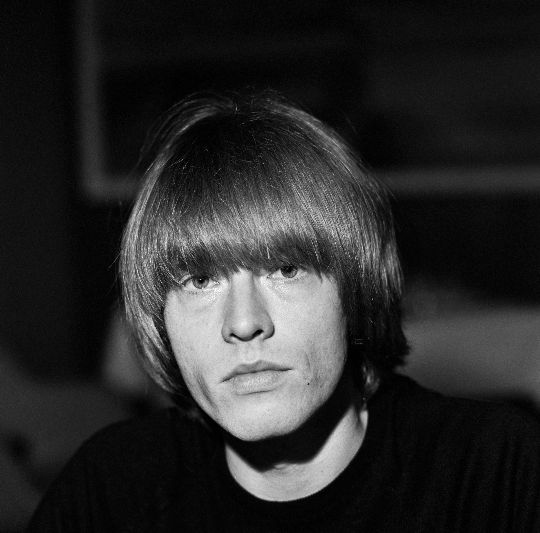
Brian Jones nel 1965

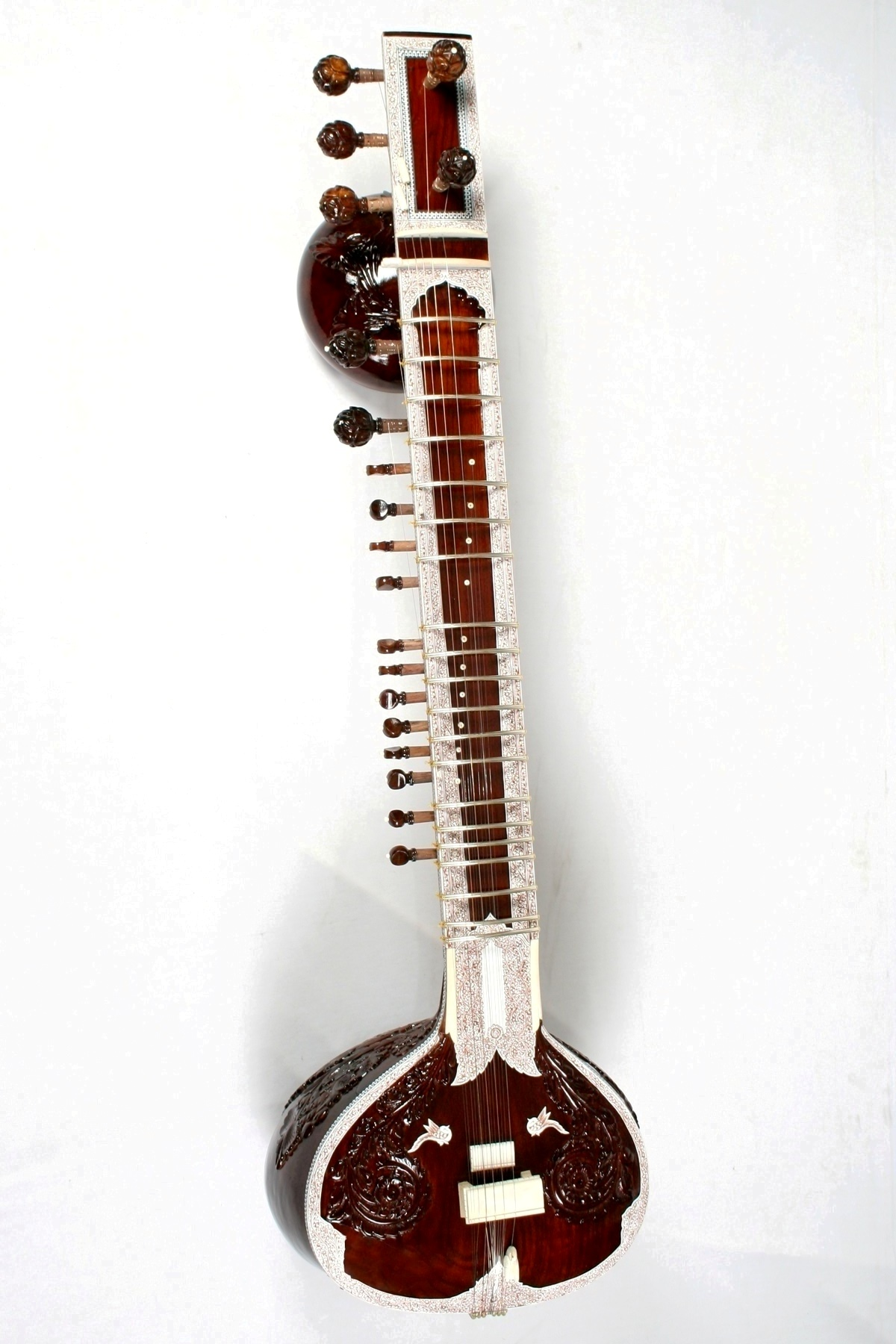
Un sitar, strumento tradizionale di musica classica indiana impiegato nella canzone

La canzone nacque mentre Bill Wyman suonava l'organo Hammond durante una sessione di registrazione. Charlie Watts cominciò ad accompagnare l'organo con la batteria creando quella che sarebbe diventata la base della canzone finale. Brian Jones aggiunse il giro di Sitar (che aveva pensato di suonare dopo una visita di George Harrison) e Richards la chitarra acustica. Jagger aggiunse il testo probabilmente incentrato sul dolore di un uomo che ha visto morire la propria donna. La chitarra elettrica solista è suonata da Richards, mentre il pianoforte è suonato da Jack Nitzsche. Il basso è stato poi aggiunto in sovraincisione da Wyman usando la pedaliera di un organo Hammond B3:
(Bill Wyman, dichiarazioni alla stampa.)
Il testo della canzone è, per la maggior parte, stato scritto per descrivere stati d'animo come la depressione e il dolore attraverso l'uso del colore come metafora. Inizialmente, Paint It Black era stata composta con un arrangiamento pop, e scherzosamente paragonata da Mick Jagger alle "canzoni che si suonano durante i matrimoni ebraici". Il brano descrive l'estrema sofferenza patita da una persona sbalordita dalla perdita improvvisa e inaspettata di una moglie, amante o partner. Si afferma spesso che Jagger prese ispirazione dal romanzo del 1922 Ulisse dello scrittore James Joyce, prendendo l'estratto «I have to turn my head until my darkness goes», riferendosi al tema del romanzo di una visione globale della disperazione e della desolazione. La canzone stessa venne compiutamente realizzata quando Brian Jones si interessò alla musica marocchina. Fu la loro prima canzone a presentare una parte di sitar.
Paint It Black giunse in un momento di capitale importanza nella carriera dei Rolling Stones, un periodo che vide il binomio artistico-compositivo Jagger/Richards affermarsi come principale autore del materiale della band. Questo è evidente dalle sessioni di registrazione dell'album Aftermath, dove per la prima volta il duo compose tutte le canzoni incluse nel disco. In aggiunta, Jones, messo in ombra da Jagger e Richards, stufo di cercare di scrivere canzoni originali, preferì dedicarsi allo studio e alla sperimentazione di nuovi strumenti musicali. Per alleviare la noia, Jones sperimentò l'utilizzo di strumenti orientali, dedicandosi in particolare al sitar, arricchendo così la struttura musicale e la complessità del gruppo. Polistrumentista, Jones era in grado di imparare a suonare strumenti insoliti in breve tempo, e conosceva già parzialmente lo strumento grazie ai suoi studi passati con Harihar Rao, musicista di musica classica indiana.

### Registrazione
«Per Paint It Black, usai una terza abbassata di tono. Il suono che si ottiene da un sitar è una specie di blues basico, e il mio risultava dall'abbassamento di tono degli accordi di terza e di settima.»

— Brian Jones, giugno 1966
Il nastro master di Paint It Black venne inciso l'8 marzo 1966, presso gli RCA Studios di Los Angeles, con il produttore discografico e manager Andrew Loog Oldham presente durante il processo di registrazione. La maggior parte dei primi arrangiamenti provati per il brano, si ispiravano alla versione degli Animals del tradizionale The House of the Rising Sun, ma i Rolling Stones erano insoddisfatti, e presero in considerazione l'idea di scartare la canzone. Tuttavia, mentre armeggiava con un organo Hammond, Bill Wyman provò a rafforzare una particolare linea di basso, usando il pedale dello strumento. Quanto provato da Wyman piacque agli altri, e ispirò la melodia pentatonica orientale del pezzo. Secondo tutti i resoconti, il sitar fu aggiunto al missaggio dopo che il musicista indiano Harihar Rao, discepolo di Ravi Shankar, si era presentato in studio con lo strumento in mano.
Nel suo libro Brian Jones: The Making of the Rolling Stones, Paul Trynka ha fatto notare che l'influenza del sitar suonato da George Harrison dei Beatles nel brano Norwegian Wood (This Bird Has Flown) presente nell'album Rubber Soul, possa aver ispirato Jones ad utilizzarlo in Paint It Black. In risposta all'accusa di star semplicemente copiando quanto fatto dai Beatles, tuttavia, Jones disse: «Che scemenza totale! Allora si potrebbe dire che copiamo tutti gli altri gruppi che suonano il sitar. Non bisogna per forza ricavare quello strano sound indiano dal sitar». La sua parte di sitar divenne immediatamente influente nello sviluppo di un intero sottogenere di musica psichedelica. Abbinato allo straordinario motivo strumentale, il suono del sitar è completato dal cantato minaccioso e leggermente nasale di Jagger. In aggiunta, Paint It Black è illuminata dal pesante basso di Wyman, dal drumming di Charlie Watts, e dall'introduzione alla chitarra acustica suonata da Richards.

### Pubblicazione
Paint It Black fu pubblicata su singolo negli Stati Uniti d'America il 7 maggio 1966, raggiungendo il primo posto nella classifica Billboard Hot 100 durante una permanenza totale di undici settimane. In Gran Bretagna, il 45 giri uscì il 13 maggio 1966 e conquistò la vetta della UK Singles Chart restando in classifica per dieci settimane. Alla sua prima pubblicazione, il titolo del brano era Paint It, Black, con una virgola posta tra le parole Paint it e Black. Si trattò di un probabile errore di stampa della Decca Records come riportato dagli stessi membri dei Rolling Stones, ma, nondimeno, fece sorgere polemiche circa eventuali interpretazioni razziste. Dipingilo, nero, effettivamente, poteva suonare un po' sinistro, specie in quegli anni di forti tensioni razziali. E così nelle successive ristampe del singolo, il titolo venne modificato definitivamente in Paint It Black (senza virgola).
Nel Regno Unito il singolo entrò altre due volte in classifica nel corso degli anni, nel 1990 e nel 2007, raggiungendo le posizioni 61 e 70 rispettivamente.
Paint It Black, brano tra i più celebri della discografia del gruppo, è stato inserito in numerose raccolte greatest hits degli Stones, incluse Hot Rocks 1964-1971 (1971), 30 Greatest Hits (1977), Singles Collection: The London Years (1989), Forty Licks (2002), e GRRR! (2012). Esecuzioni dal vivo sono presenti negli album live Flashpoint (1991), Live Licks (2004), Shine a Light (2008), Hyde Park Live (2013), e Havana Moon (2016).

### Esecuzioni dal vivo
Paint It Black è stata eseguita regolarmente nei tour del 1966-67. Dopo la morte di Brian Jones il brano, come molti altri successi di quel periodo, cadde nel dimenticatoio e gli Stones non la inserirono nelle scalette dei loro concerti fino al 1989, quando sarà fissa nel Steel Wheels / Urban Jungle Tour (1989-90). In seguito verrà eseguita sotto richiesta dal web nel 1998 durante il Bridges To Babylon Tour (1997-98) per poi essere fissa nel No Security Tour (1999). Saltuariamente presente nel 2003, durante il Forty Licks Tour (2002-03). Durante il A Bigger Bang Tour (2005-06-07) il brano non sarà eseguito nel 2005, talvolta nel 2006 e regolarmente nel 2007. Sarà fissa nel 50&Counting Tour (2012-13), raramente nel 2014 e nel 2015, mentre dal 2016 è eseguita regolarmente in tutti i concerti; vale a dire nel Desert Trip Tour (2016), No Filter Tour (2017-18-19-21) e nel Sixty Tour (2022). Dal 2019 il brano viene eseguito nell'ultima parte degli spettacoli, insieme ai grandi successi.

## Tracce singolo US
London Records
1. Paint It, Black (Jagger/Richards) - 3:19
2. Stupid Girl (Jagger/Richards) - 2:55

## Tracce singolo UK
Decca records
1. Paint It, Black (Jagger/Richards) - 3:19
2. Long Long While (Jagger/Richards) - 3:01

## Formazione
The Rolling Stones
- Mick Jagger – voce
- Keith Richards – chitarra acustica ed elettrica, cori
- Brian Jones – sitar, chitarra acustica
- Bill Wyman – basso, organo Hammond
- Charlie Watts – batteria, percussioni

Musicisti aggiuntivi
- Jack Nitzsche – pianoforte

## Classifiche
| Classifica (1966)      | Posizione migliore |
| ---------------------- | ------------------ |
| Dutch Top 40           | 1                  |
| Irish Singles Chart    | 2                  |
| Official Singles Chart | 1                  |
| US Billboard Hot 100   | 1                  |
| Classifica (1990)      | Posizione migliore |
| Dutch Top 40           | 1                  |

## Riferimenti nella cultura di massa
A causa della sua apparizione nei titoli di coda del film Full Metal Jacket, questa canzone è spesso associata alla guerra del Vietnam. Questo è dimostrato anche dall'utilizzo della canzone in programmi televisivi riguardanti il Vietnam come la puntata speciale sul Vietnam di Top Gear o in un episodio della serie statunitense American Dreams in cui uno dei personaggi principali è disperso in Vietnam.
La canzone compare inoltre nel film Gioco d'amore e in L'avvocato del diavolo oltre che nella puntata pilota della serie televisiva Nip/Tuck.

### Citazioni
Paint It Black è stata spesso citata in film, libri e altre canzoni fra cui:
- Titoli di coda del film Full Metal Jacket di Stanley Kubrick.
- Titoli di coda del film L'avvocato del diavolo di Taylor Hackford.
- Il programma americano American Idol.
- Nella canzone degli Spin Doctors At this Hour in cui al minuto 0:48 si sente: «You see a red door and you want to paint it black» cioè: "vedi una porta rossa e vuoi dipingerla di nero".
- Nella canzone thirteen dei Big Star che contiene il verso: «Won't you tell your dad to get off my back/Tell him what we said about Paint It Black».
- Ne La torre nera di Stephen King i personaggi sentono questa canzone passando, in tempi differenti, di fronte allo stesso negozio di musica.
- Nella canzone All Black dei Good Charlotte, un verso dice: «...like the Rolling Stones wanna paint it black» cioè: "...come i Rolling Stones vogliono dipingerlo di nero".
- Ne La Lega degli Straordinari Gentlemen di Alan Moore il secondo capitolo è ambientato nel 1966 e intitolato Paint It Black.
- Nella canzone dei My Chemical Romance Welcome to the Black Parade è presente il verso «...so paint it black and take it back...».
- Nella canzone Giulia degli Estra un verso dice: "...ritrova ancora dentro se il Nastro giallo e Paint it black rinasce piano e poi chissà...".
- Nel prologo di Turné l'attore Fabrizio Bentivoglio ne utilizza la traduzione in italiano per un breve monologo di presentazione.
- Il brano riveste una grande importanza nel film Echi mortali di David Koepp.
- In versione sinfonica durante una scena della serie televisiva Westworld, i cui ideatori sono Jonathan Nolan e Lisa Joy.
- In versione strumentale è stata eseguita al violoncello nella serie televisiva Mercoledì (2022).
- Nel film Black Adam (2022), durante una sequenza di combattimento in slow motion.
- Nel film John Wick 4 (2023), è presente una cover della canzone durante una sequenza di combattimento.

### Nei videogiochi
La canzone appare come colonna sonora nelle sequenze iniziali di Conflict: Vietnam e sia nel menu iniziale che nei crediti di Twisted Metal: Black. È stata inserita inoltre, nei tre videogiochi musicali SingStar, Guitar Hero III: Legends of Rock (nel quale è presente in una versione con finale più lungo) e Guitar Hero Live.
Paint It Black è presente inoltre nella mod Eve of Destruction per Battlefield 1942, Battlefield 2 e Battlefield Vietnam e nella pubblicità televisiva del videogioco Vietcong.
È inoltre presente come sottofondo del trailer ufficiale di Call of Duty: Black Ops III.
È presente come traccia passata dalle stazioni radio ascoltabili sulle automobili di Mafia III

## Cover

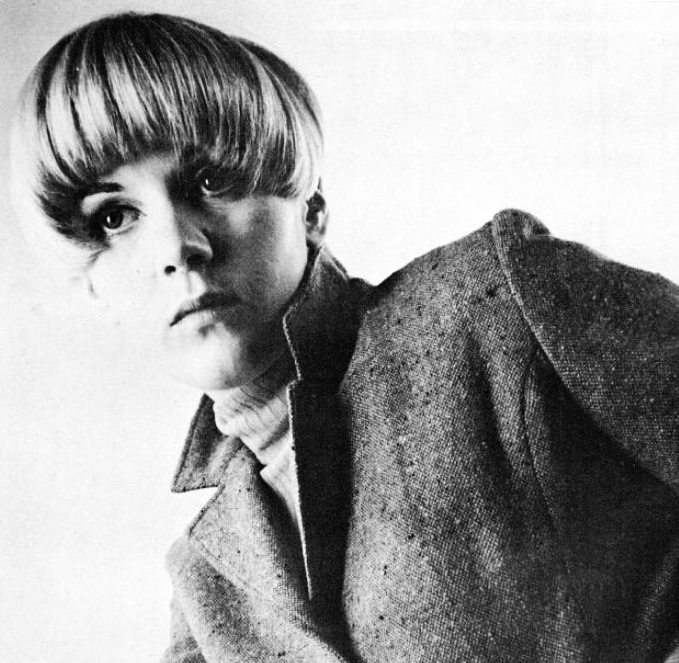
Nel 1966 Caterina Caselli pubblicò una cover in italiano di Paint It Black intitolata Tutto nero

- Il brano è stato eseguito da molti altri artisti fra cui la cantante francese Marie Laforêt la cui versione compare nella serie televisiva I Soprano. Molti altri artisti hanno eseguito cover di questa canzone, fra cui:

- 3 Steps Ahead[23]
- 7 Shot Screamers[24]
- The Accüsed[25]
- The Agony Scene[26]
- Marc Almond e Royal Philharmonic Orchestra[27]
- Angel Blake[28]
- The Animals[29]
- Anti-Nowhere League[30]
- Anvil[31]
- Astrovamps[32]
- Avengers[33]
- Gli Avvoltoi (in italiano intitolata Tutto Nero)
- Mig Ayesa
- Band of Susans[34]
- The Bitch Boys
- The Black Dahlia Murder[35]
- Blondie
- Blue Öyster Cult
- Bluebeard (colonna sonora de L'avvocato del diavolo)
- Caterina Caselli (in italiano intitolata Tutto Nero)[36]
- Vanessa Carlton[37]
- Darkseed[38]
- Deadsy
- Deep Purple[39]
- Deranged[40]
- Earth Crisis[41]
- Echo & the Bunnymen[42]
- Example[43]
- Face to Face
- The Flamin' Groovies
- Chris Farlowe[44]
- The Feelies[45]

- Firewater[46]
- Gina Glocksen
- Gob, sull'album How Far Shallow Takes You (1998)[47]
- Karel Gott (in tedesco intitolata Schwarz und Rot)
- Grabaż e Strachy na Lachy (in polacco)
- Glenn Tipton[48]
- Grip Inc.[49]
- Johnny Harris[50]
- Hayseed Dixie[51]
- Hrvatski[52]
- Inkubus Sukkubus[53]
- Dragan Kojic Keba (in serbo intitolata U crno obojeno)[54]
- The Krewmen[55]
- Marie Laforêt (in francese)[56]
- Jonny Lang[57]
- Tracy Lawrence[58]
- London Symphony Orchestra[59]
- M-Clan
- Marduk[60]
- Mephisto Walz[61]
- Mind Garage[62]
- The Meteors[63]
- The Mighty Lemon Drops[64]
- Ministry
- The Mo-dettes[65]
- Azúcar Moreno[66]
- Nicotine[67]

- October Covertune
- Panzer X[68]
- Joe Pass
- Plan B[69]
- The Quakes[70]
- Quasi
- Rage[71]
- R.E.M.
- The Residents[72]
- Samhain
- Schrödinger
- Sebastian Böhm
- Sixth Finger[73]
- Skrewdriver[74]
- Smack[75]
- The Standells[76]
- Statemachine[77]
- Gábor Szabó
- The Tea Party[78]
- Tunnel of Love
- Type O Negative
- U2[79]
- Ümlaut
- The Unseen[80]
- The Ventures
- Vicious Rumors[81]
- The Vines[82]
- Rick Wakeman
- W.A.S.P.[83]
- Witchfynde[84]
- Zdob și Zdub
- Sum 41 (dal vivo)
- We Five
- Ciara Paint it black (The last witch hunter, ost)